# فیزیکالیسم
فیزیکالیسم (به فرانسوی: Physicalisme)، جسمانی‌انگاری یا فیزیکی‌انگاری یک نظریه فلسفی است که بر این باور است هر چیزی که وجود دارد قابل تقلیل به خواص فیزیکی است؛ یعنی هیچ چیزی به جز چیزهای فیزیکی وجود ندارد. این واژه توسط اتو نویرات در یک سری از مقالات دربارهٔ اشیا فیزیکی در اوایل قرن بیستم به این صورت استفاده شد:
«بر اساس فیزیکی‌انگاری، زبان فیزیک زبان جهانی علم است و درنتیجه، هر گونه دانستنی را می‌توان به شکل اظهاراتی دربارهٔ اشیاء فیزیکی بیان کرد.»
فیزیکالیسم در فلسفه معاصر اغلب با مسئله ذهن- بدن در فلسفه ذهن مطرح شده‌است، که فیزیکالیسم بر آن است که همه چیزهایی که به «ذهن» نسبت شده، در واقع باید به «مغز» یا فعالیت مغزی نسبت داده شود. فیزیکالیسم گاهی «ماتریالیسم» هم نامیده می‌شود، ولی اصطلاح «فیزیکالیسم» بهتر است، زیرا با علوم فیزیکی تکامل یافته و مفاهیم بسیار پیچیده‌تری از فیزیکی بودن را نسبت به ماده دربرمی‌گیرد؛ مثل رابطه موج/ذره یا نیروهای غیرماده‌ای که توسط ذرات تولید می‌شوند.
موقعیت مشابه فلسفی به نام طبیعت‌گرایی متافیزیکی می‌گوید که فلسفه و علم باید حداقل تحت مفروضات علوم طبیعی (و در نتیجه فیزیکالیسم) کار کنند. فیزیکالیسم یک قویتر از طبیعت‌گرایی متافیزیکی است.
هستی‌شناسی فیزیکالیسم در نهایت به هر چه که فیزیک نامیده می‌شود تقلیل می‌یابد - نه فقط ماده بلکه انرژی، فضا، زمان، نیروهای فیزیکی، ساختار، تغییر فیزیکی، اطلاعات فیزیکی، حالت و غیره. چون فیزیکالیسم مدعی است تنها چیزهای فیزیکی وجود دارند، نوعی هستی‌شناسی یگانه‌انگار است.